# Kamienica przy ulicy Kiełbaśniczej 14 we Wrocławiu
Kamienica przy ulicy Kiełbaśniczej 14 – kamienica o średniowiecznym rodowodzie znajdujące się przy ul. Kiełbaśniczej we Wrocławiu. znana przed 1945 rokiem również jako "Kamienica Pod Białym Orłem".

## Historia kamienicy
Kamienica o średniowiecznym rodowodzie. Została wzniesiona w XIV wieku jako kamienica jednotraktowa. Pod koniec XVI wieku i w XVIII wieku została gruntownie przebudowana. Powstała wówczas czterokondygnacyjna, czteroosiowa kamienica z dwukondygnacyjnym szczytem. W skrajnej południowej osi znajduje się manierystyczny portal prowadzący do sieni. Kolejne remonty kamienicy miały miejsce na początku XIX wieku oraz w latach 70. XX wieku.